# Авемпас
Ибн Баџа Авемпас (шп. Ibn Baggah, Avempace рођен око 1085 — 1138), је био арапски филозоф, рођен у Шпанији.
Највећи део свог живота провео је у Шпанији. Умро је у Мароку, по свој прилици као жртва тровања.

## Биографија
Написао је неколико дела о логици, коментаре Аристотеловим списима, посебно уз радове из физике и метеорологије. У својој главној расправи „Руковођење усамљеника” приказао је постепено ослобађање душе од материјалности буђењем потенцијалитета људског разума. По Авемпасу дело је активног божијег разума да нас води до intelectus asquisitusa - еманације самог божанства. На крају тог развојног пута људског разума мишљење је потпуно конгруентно замишљеном предмету.
Авемпас је сматрао да је сврха човека да постигне стање реалности у којем неће бити супротности између материје и форме или мишљења и бића. Комбиновао је идеју делатног ума и мистичног уздизања. Али то духовно уздизање не врши се, у ствари, неким мистичким осветљавањем, већ је то нека врста разумског самоусавршавања. У свом делу „Руковођење усамљеника” понудио је садржајну скицу утопијске идеалне државе у којој нема ни судија ни лекара. По Авемпасовом мишљењу правосуђе није потребно јер се међуљудски односи руководе љубављу, а здравље се осигурава правилном исхраном. Ортодоксни муслимански писци Авемпаса називају „безбожник”.